# Stenocorus biformis
Stenocorus biformis är en skalbaggsart som först beskrevs av Tournier 1872.  Stenocorus biformis ingår i släktet Stenocorus och familjen långhorningar. Inga underarter finns listade i Catalogue of Life.